# Säyneensalo (ö i Varkaus)
Säyneensalo är en ö i Finland. Den ligger i sjön Kallavesi och i kommunen Leppävirta i den ekonomiska regionen  Varkaus ekonomiska region  och landskapet Norra Savolax, i den centrala delen av landet, 300 km nordost om huvudstaden Helsingfors. Öns största längd är 3,6 kilometer i sydöst-nordvästlig riktning.